# Dwight Stones
Dwight Edwin Stones (Los Angeles, 6 de dezembro de 1953) é um antigo atleta norte-americano que foi recordista mundial de salto em altura.

## Carreira
Participa na primeira das suas presenças olímpicas nos Jogos de Munique 1972, onde consegue uma medalha de bronze, utilizando a velha técnica do rolamento ventral.  No ano seguinte, de novo em Munique, torna-se no primeiro homem a bater o recorde mundial usando a técnica do rolamento dorsal (Fosbury flop), fazendo a marca de 2.30 m. 
Até meados da época de 1976, Stones domina o panorama do salto em altura mundial. Nas qualificações americanas para os Jogos Olímpicos de Montreal, bate de novo o recorde mundial, agora com 2.31 m. Passado poucas semanas, no dia 4 de agosto de 1976, a sua hegemonia é materializada com outro recorde mundial, desta feita com a marca de 2.32 m, obtida em Filadélfia. Porém, o concurso olímpico decorre debaixo de chuva e Stones acaba por perder para o polaco Jacek Wszoła e para o canadiano Greg Joy, contentando-se com uma nova medalha de bronze. 
Passados oito anos, Stones tem uma nova oportunidade nos Jogos Olímpicos de 1984, realizados na sua cidade natal de Los Angeles. Nesse ano já havia subido o seu máximo pessoal para 2.34 m, mas a concorrência era muito mais difícil. Na final, volta a desiludir, quedando-se pela quarta posição atrás de outros três ex-recordistas do mundo: Dietmar Mögenburg, Patrik Sjöberg e Zhu Jianhua. 
Após retirar-se da competição, Stones enveredou pela carreira de comentador televisivo, tendo feito a cobertura das provas de atletismo dos Jogos Olímpicos de 2008 para o canal NBC Sports.